# مشعل المپیک

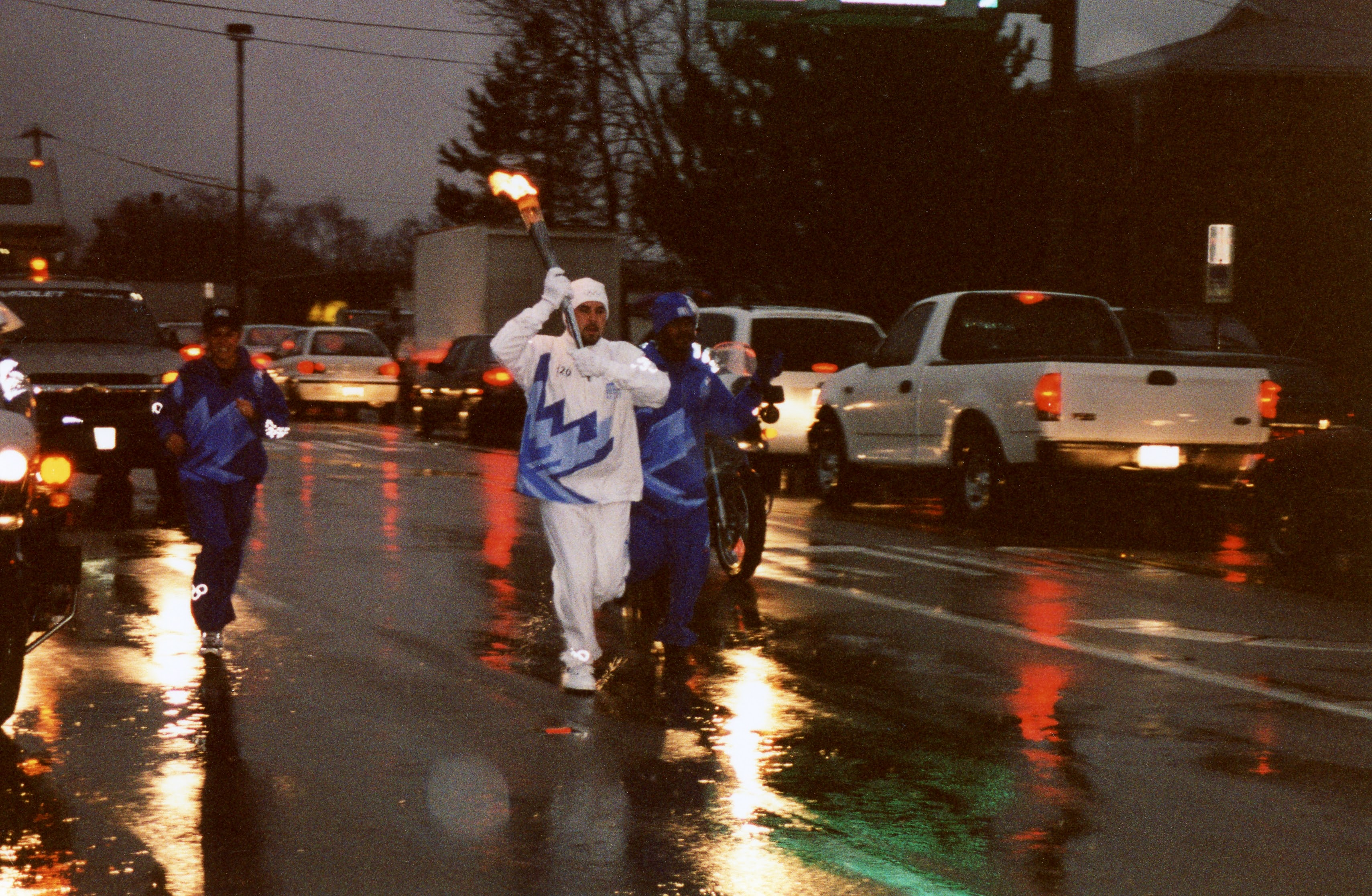
مشعل المپیک زمستانی ۲۰۰۲ در حال گذر از سین‌سیناتی، اوهایو

مشعل المپیک (به انگلیسی: Olympic Flame) یکی از نمادهای بازی‌های المپیک است. این مشعل برای برگزاری جشن دزدیدن آتش از زئوس خدای یونان توسط پرومتئوس است که در یونان باستان ریشه دارد؛ زمانی که آتشی در طول المپیک باستانی روشن نگاه‌داشته شد. مشعل در بازی‌های المپیک تابستانی ۱۹۲۸ آمستردام دوباره معرفی شد و از آن موقع تاکنون همیشه بخشی از بازی‌های المپیک مدرن بوده است.
حرکت مشعل در زمان‌های مدرن که مشعل را از یونان به مکان‌های مختلف از پیش تعیین شده منتقل می‌کند، هیچ سابقهٔ باستانی ندارد و در المپیک مدرن نخستین بار توسط کارل دیم با پشتیبانی جوزف گوبلز در المپیک برلین انجام شد. این کار برای توسعهٔ ایدئولوژی نازی انجام شد.

## نگارخانه

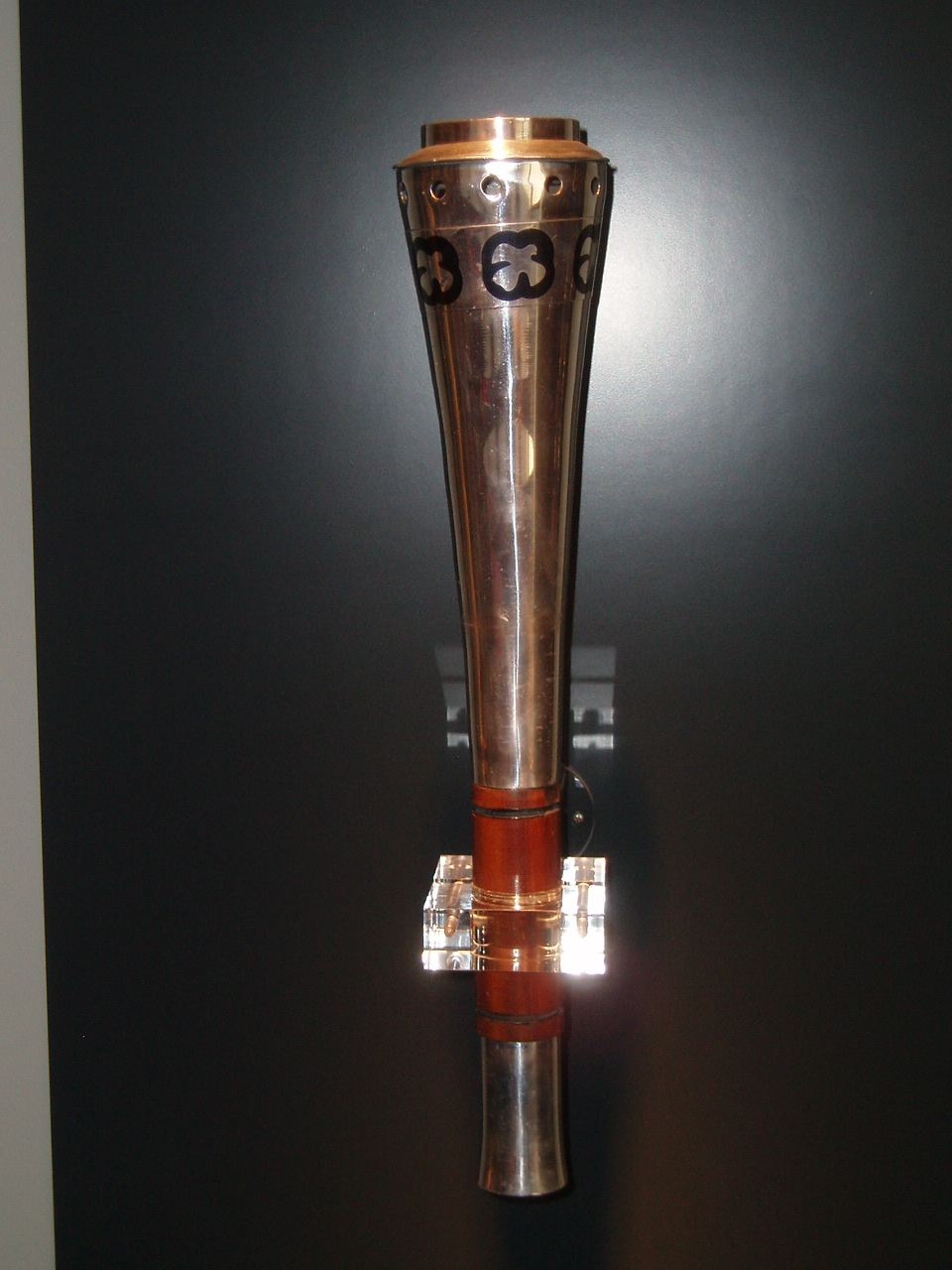
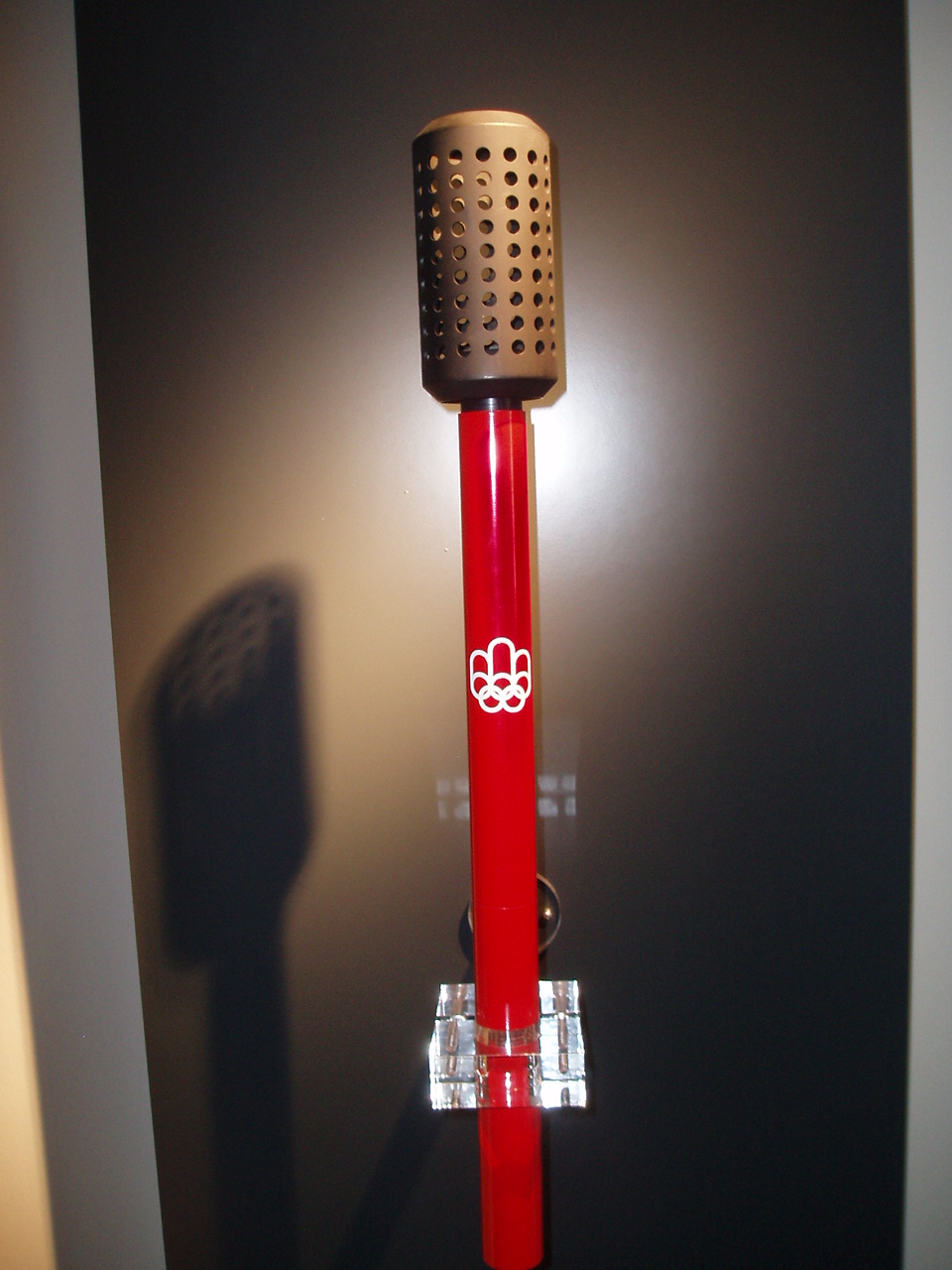
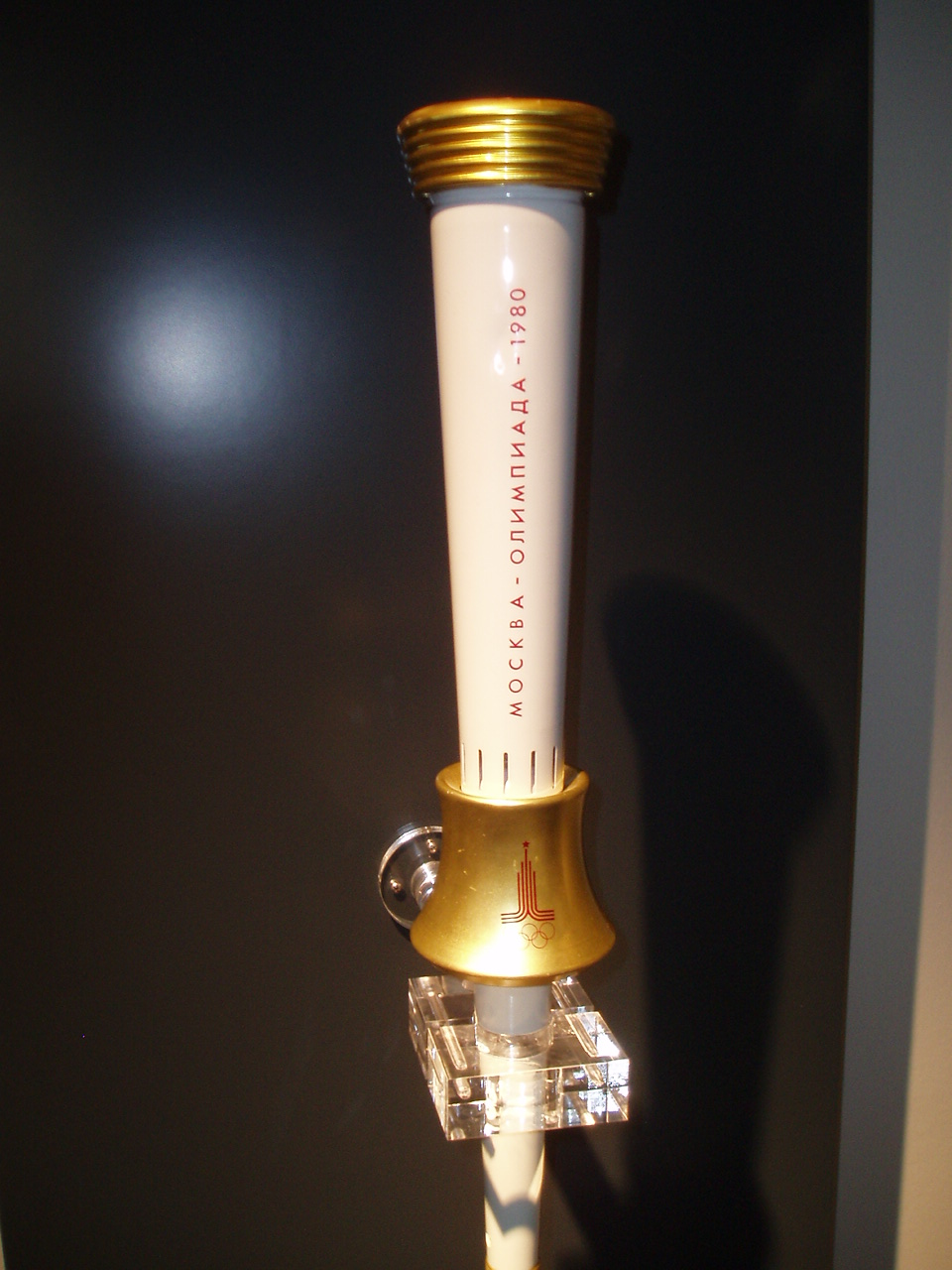
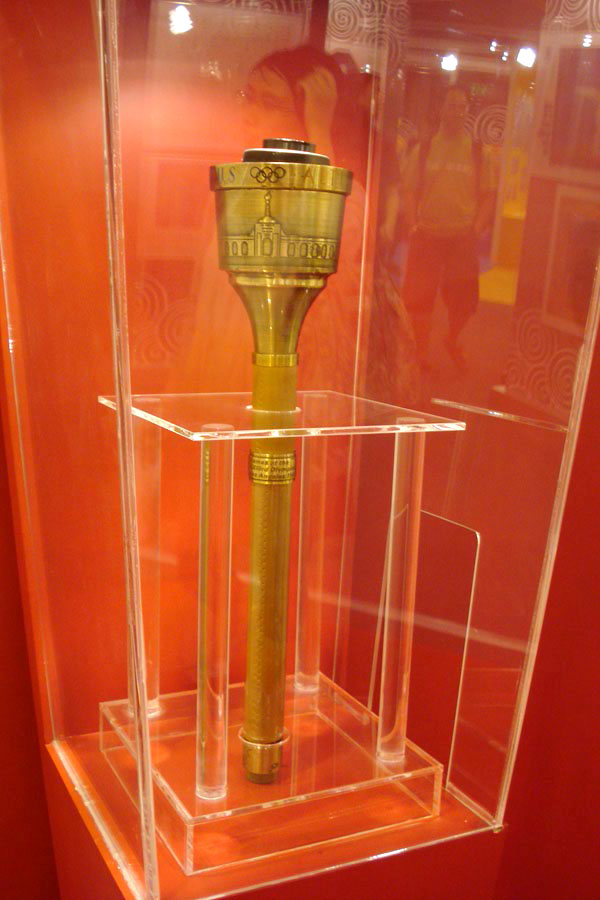
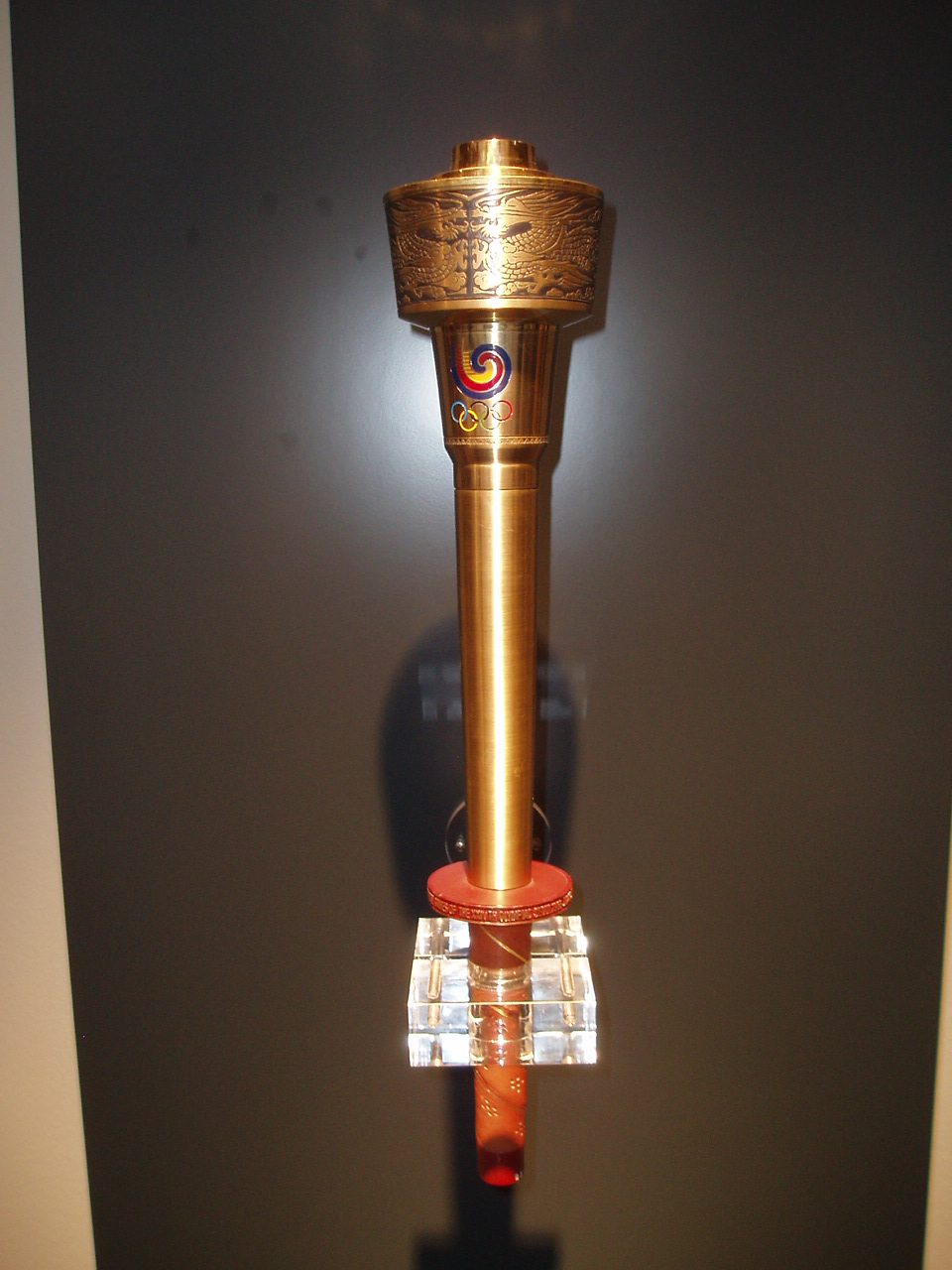
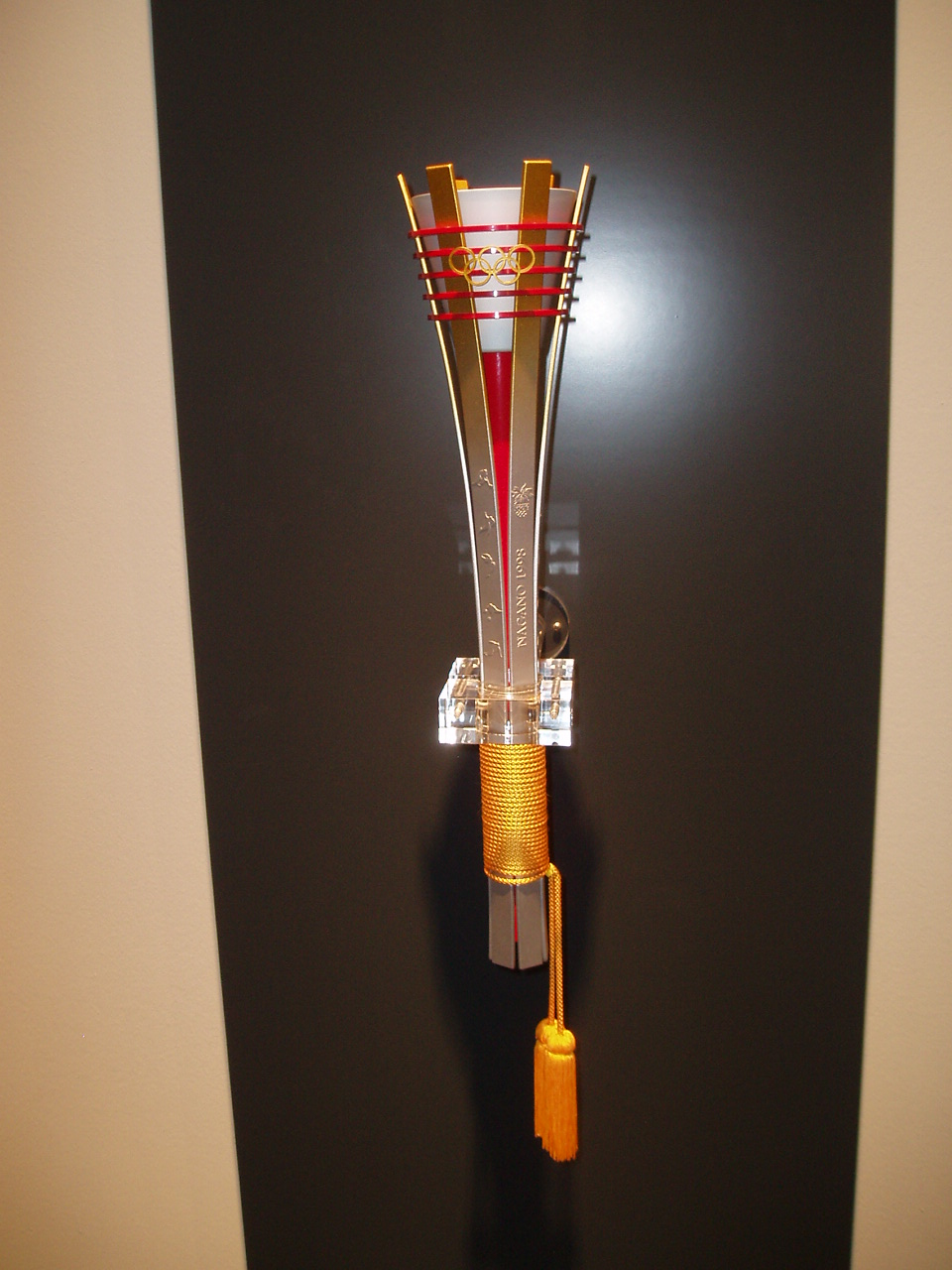
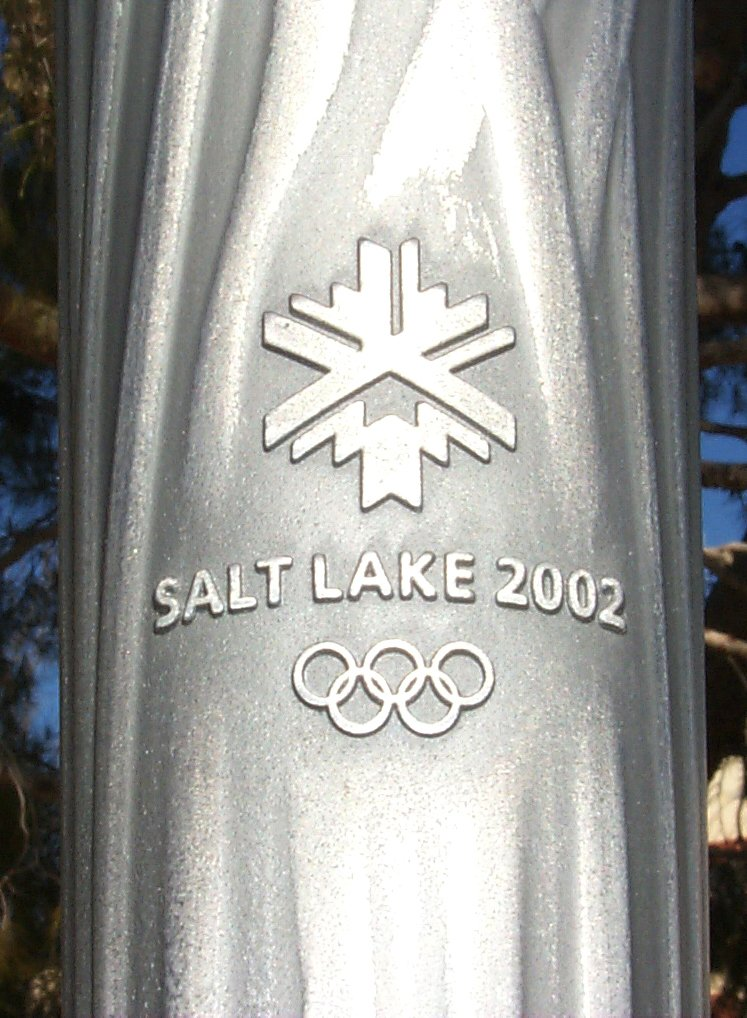
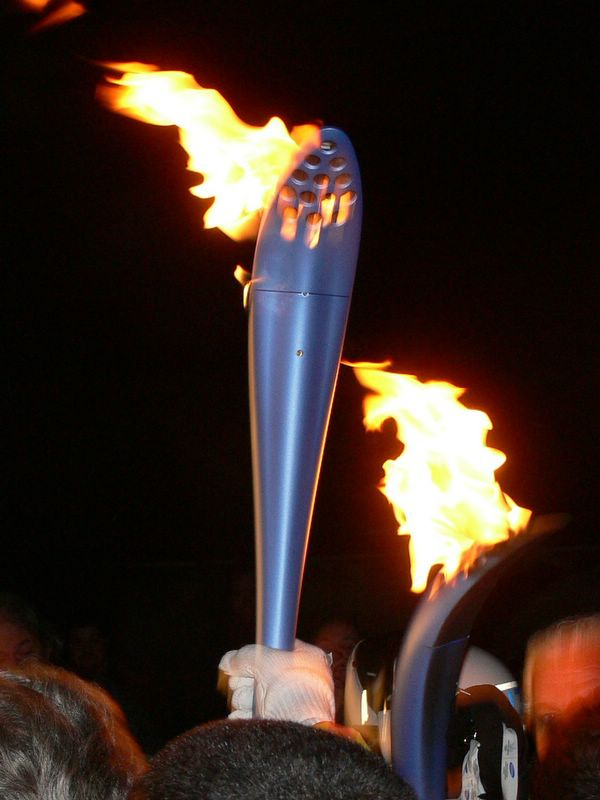
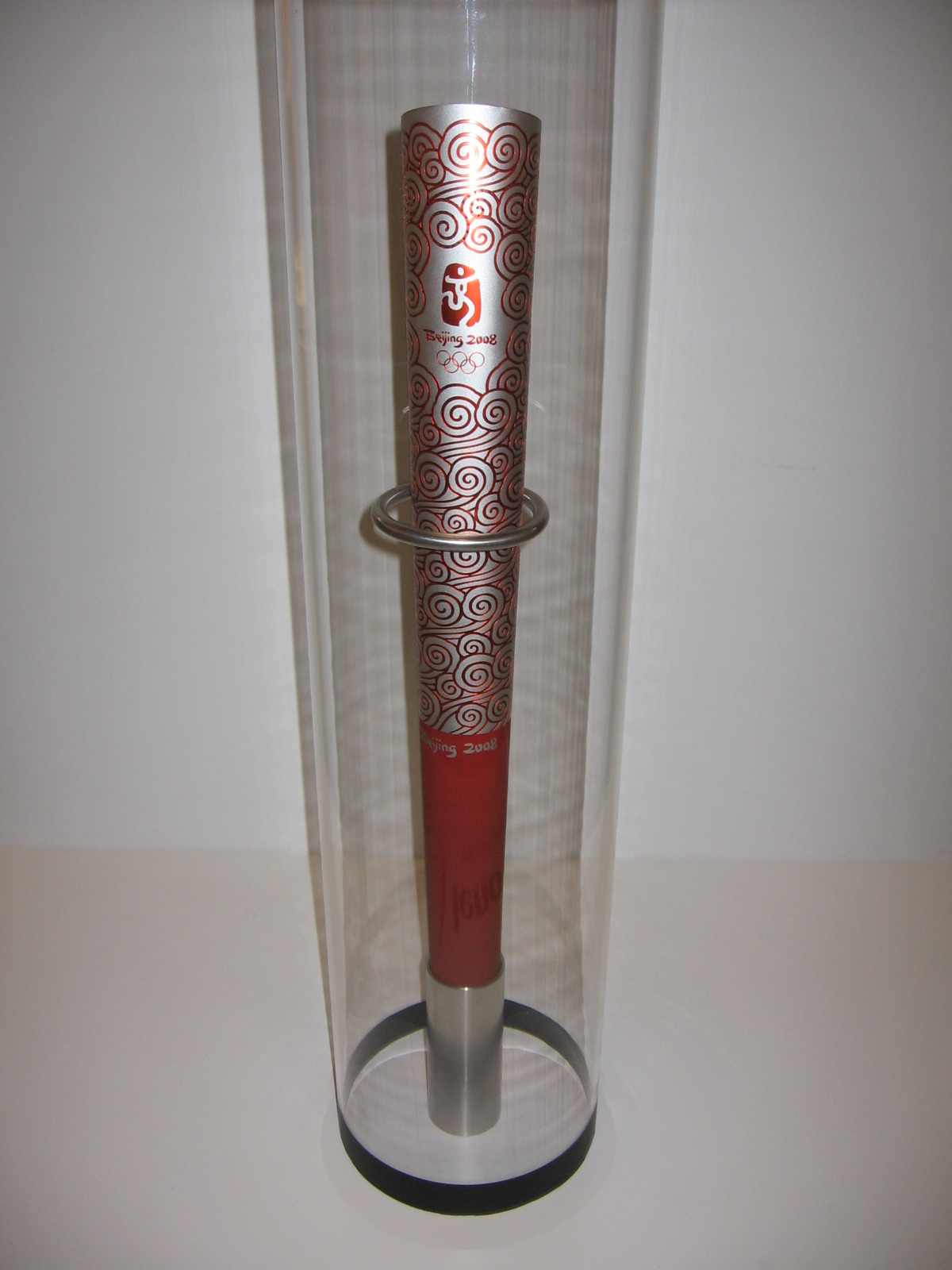
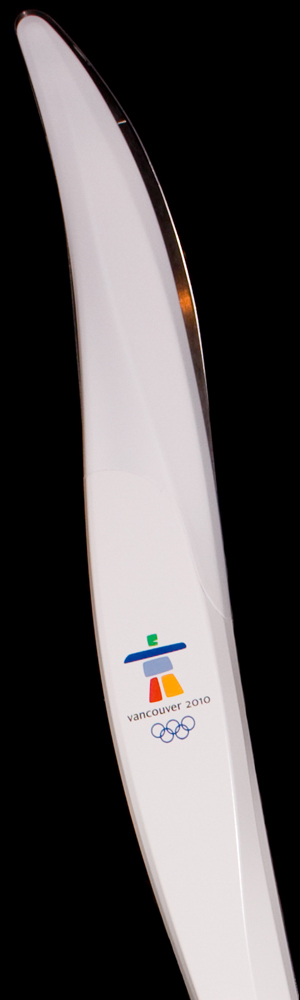
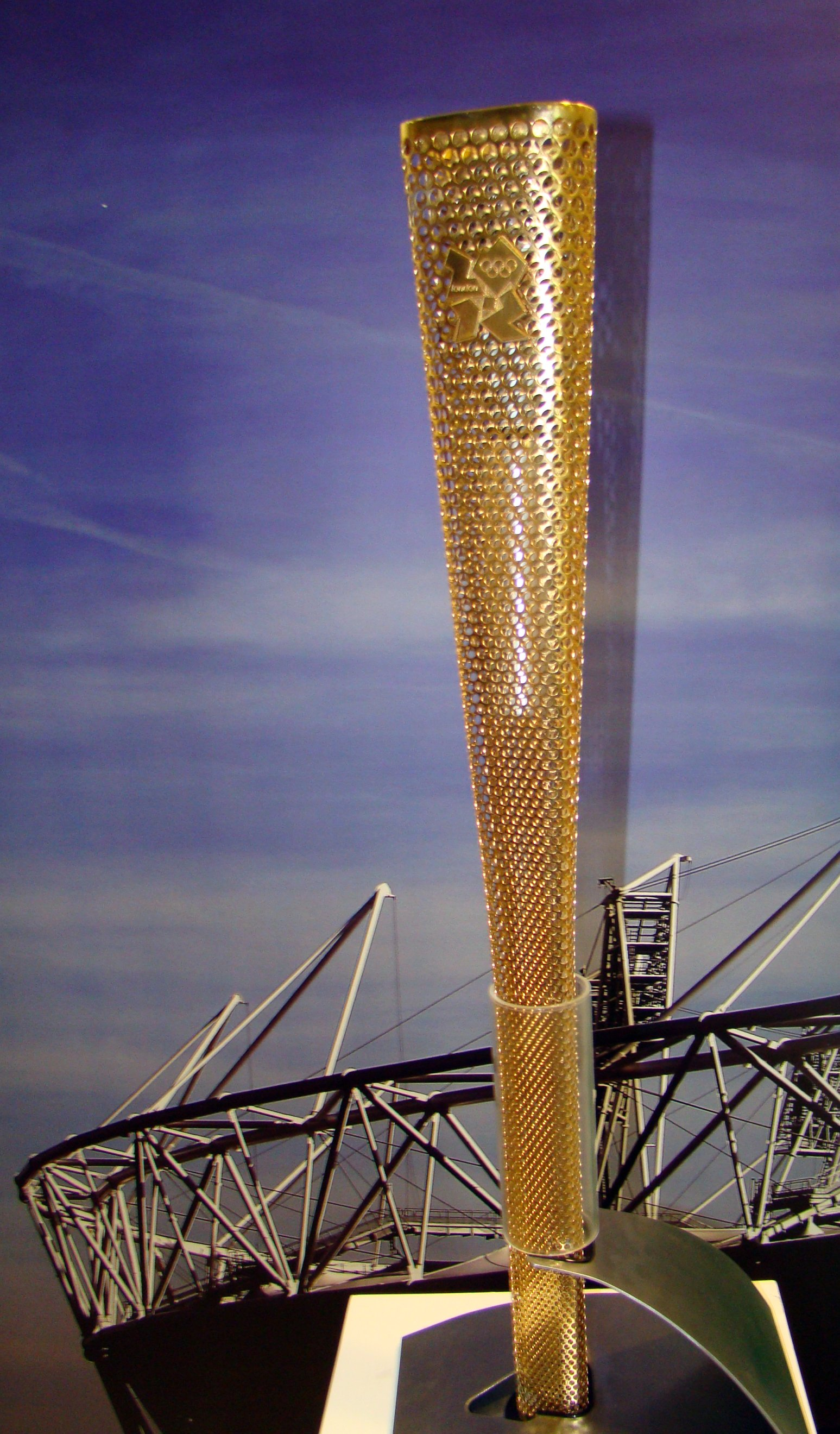